# Ринальди, Ринальдо

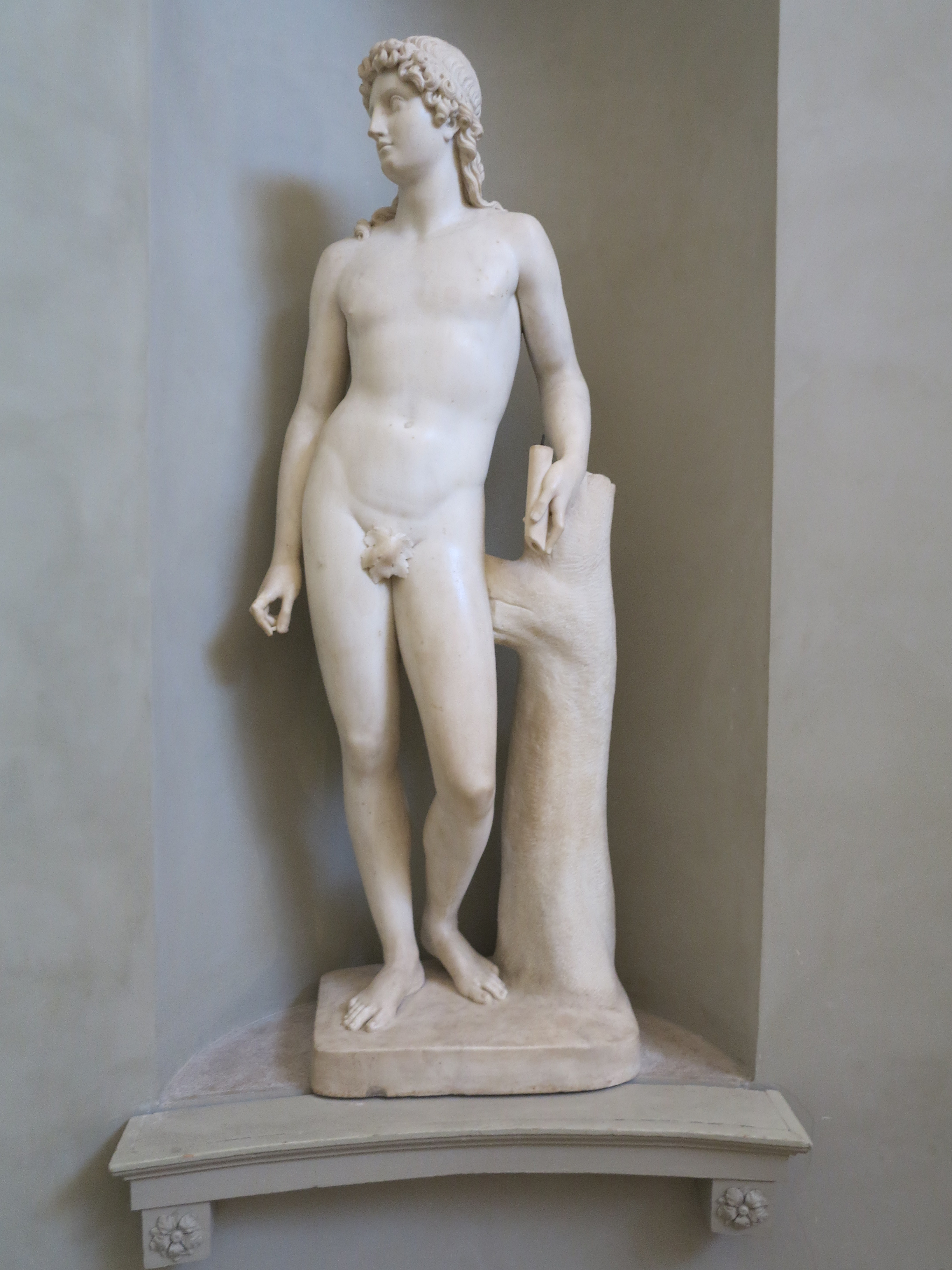
Адонис

Ринальдо Ринальди (итал. Rinaldo Rinaldi, 13 апреля 1793, Падуя —28 июля 1873, Рим) — итальянский скульптор.

## Биография
С восьми лет изучал искусство резьбы по дереву под руководством своего отца. В возрасте 14 лет начал работать с камнем. В 18 лет был направлен на учёбу в венецианскую академию художеств под руководством Маттеини. Через год получив стипендию на продолжение учёбы в Риме, стал учеником Антонио Кановы и работал в его мастерской. После смерти своего учителя, Ринальди занял ту же студию и использовал её в течение 30 лет. Во время революция 1848—1849 годов в Папской области, стал членом совета Римской республики. После папской реставрации, был на короткое время заключён в тюрьму.
Впоследствии был профессором и деканом в римской академии Святого Луки.
В 1823 году Ринальдо Ринальди был избран почётным членом Венецианской академии изящных искусств и Академии в Риме, в 1832 году — членом Папской академии литературы и изящных искусств (итал. Pontificia Insigne Accademia di Belle Arti e Letteratura dei Virtuosi al Pantheon), в 1863 г. — Академии изящных искусств Филадельфии.
Папа Пий IX наградил его орденом Святого Григория Великого, король Виктор Эммануил II удостоил его орденом Короны Италии и посвятил его в рыцари.

## Творчество
Работая вообще в манере Антонио Кановы, скульптор трактовал драпировки и другие детали с большей свободой и живописностью, чем его учитель.
Главные его произведения — мраморная статуя Орлеанской девы, колоссальная, также мраморная, статуя святого Стефана, группы «Хирон учит Ахилла игре на лире» (в Венецианской академии), «Кефал и Прокрида» и «Андрокл, узнанный львом», группы «Ева и Авель», «Справедливость и мир», статуи Адониса (в Венецианской академии), Мельпомены, возвратившегося домой Одиссея, Армиды, Нимфы Эгерии, Кассандры, аллегории «Потерянное время», «Приобретенное время», бюсты Тициана, Петрарки (собор в Падуе), памятник графа Чини (Рим, церковь Иисуса и Марии) и некоторые др.

## Избранные произведения

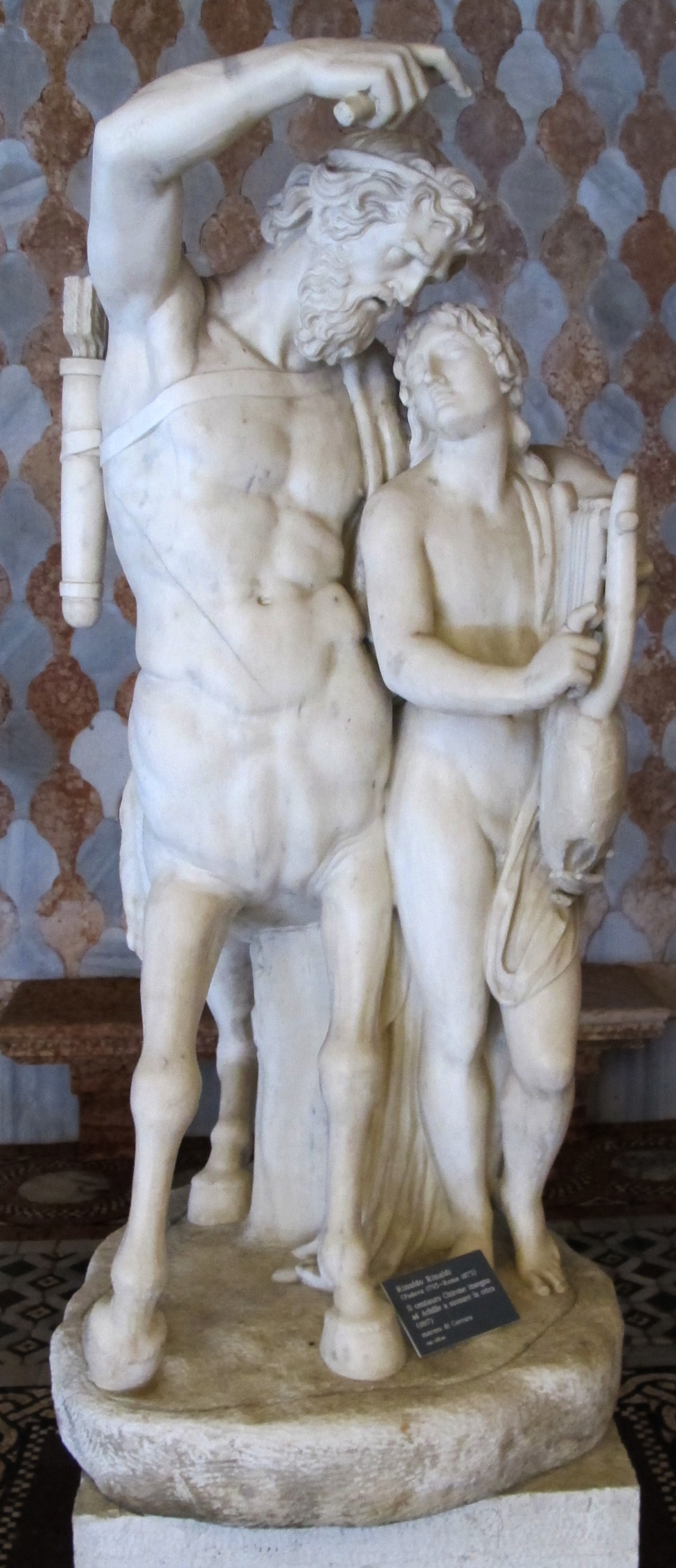
Скульптурная группа «Хирон учит Ахилла игре на лире». Ка-д’Оро, Венеция
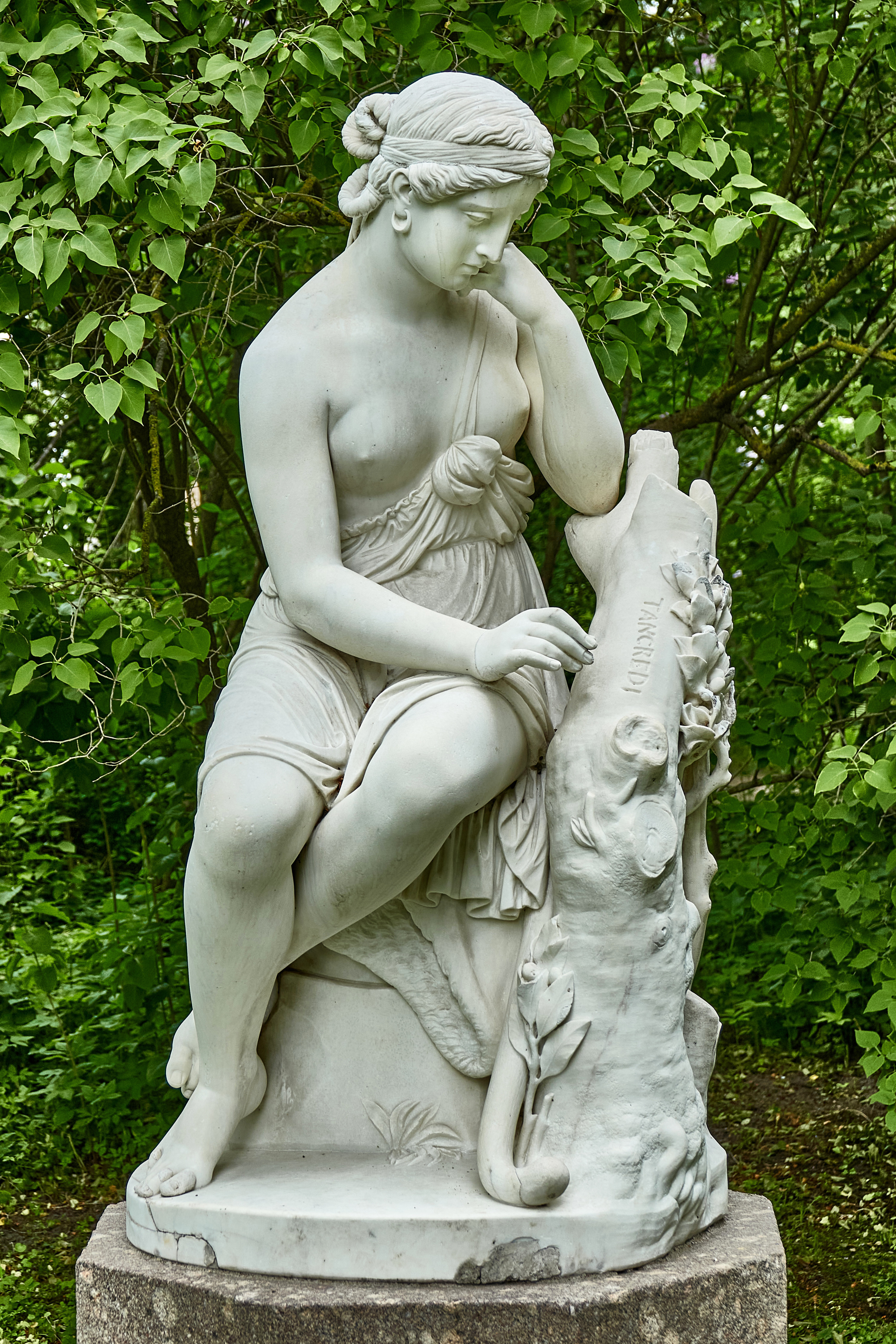
Статуя «Эрминия». ГМЗ «Павловск», Санкт-Петербург
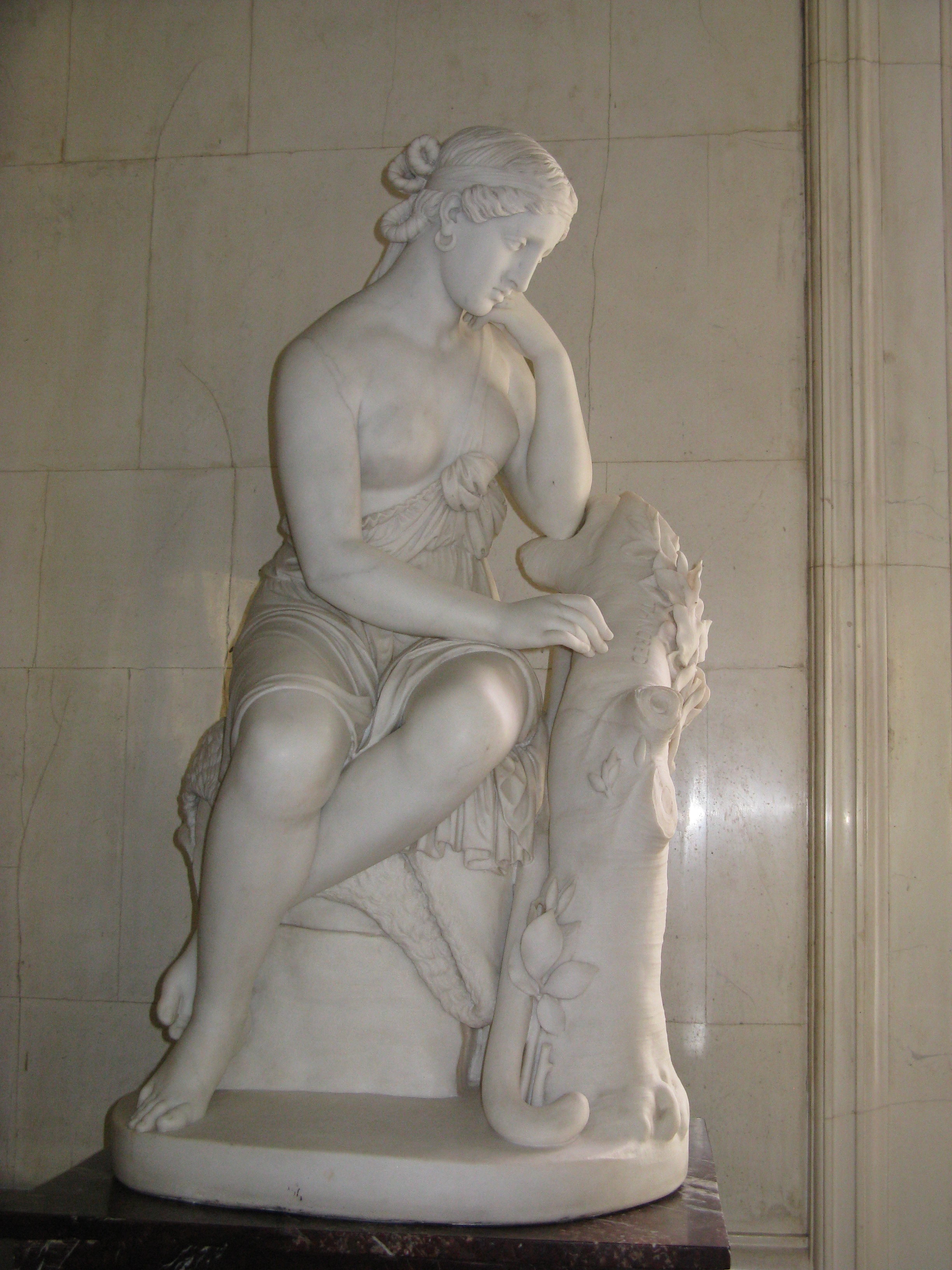
Статуя «Эрминия» (реплика). Государственный Эрмитаж, Санкт-Петербург
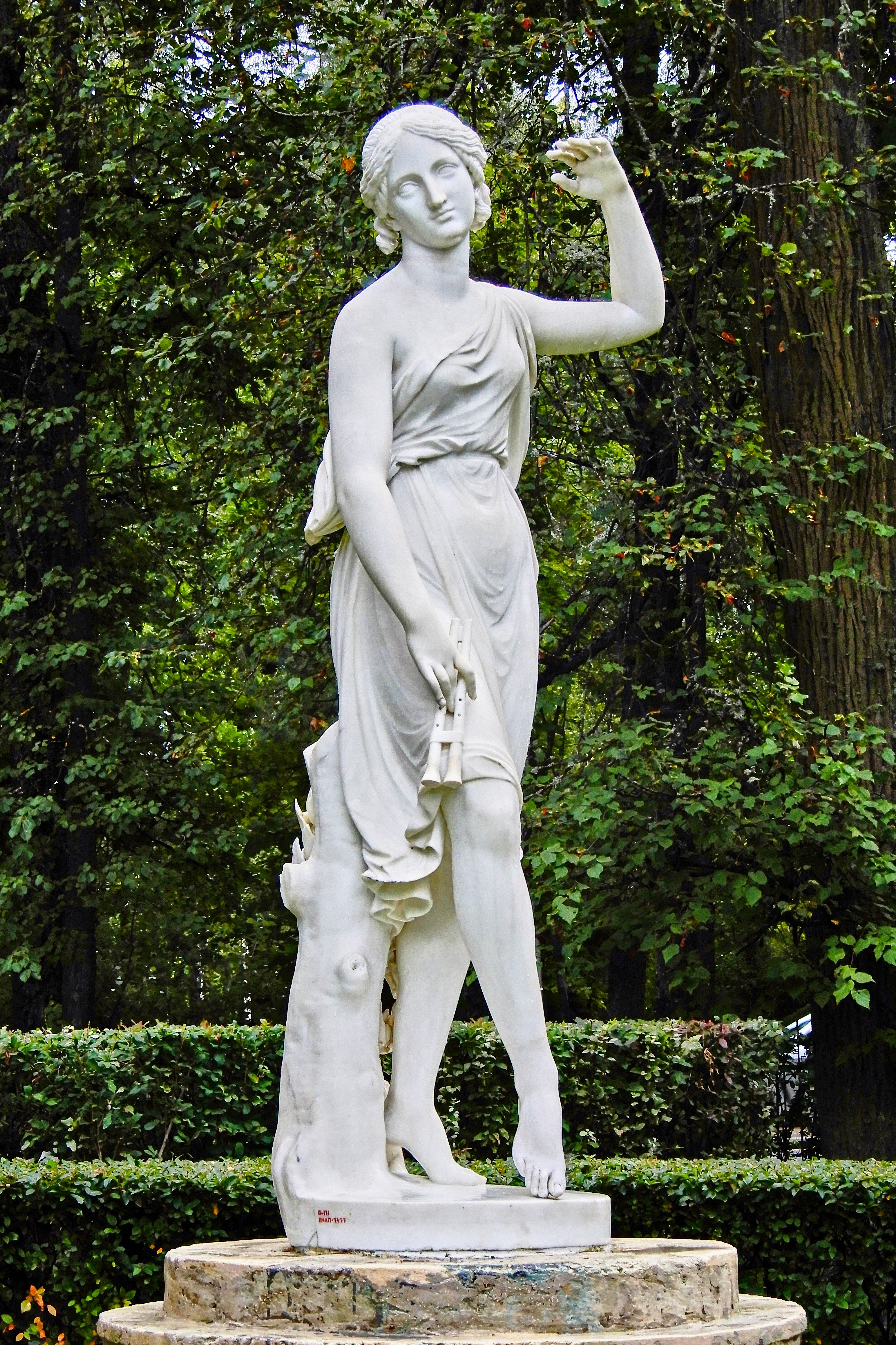
Статуя «Танцовщица». ГМЗ «Павловск», Санкт-Петербург
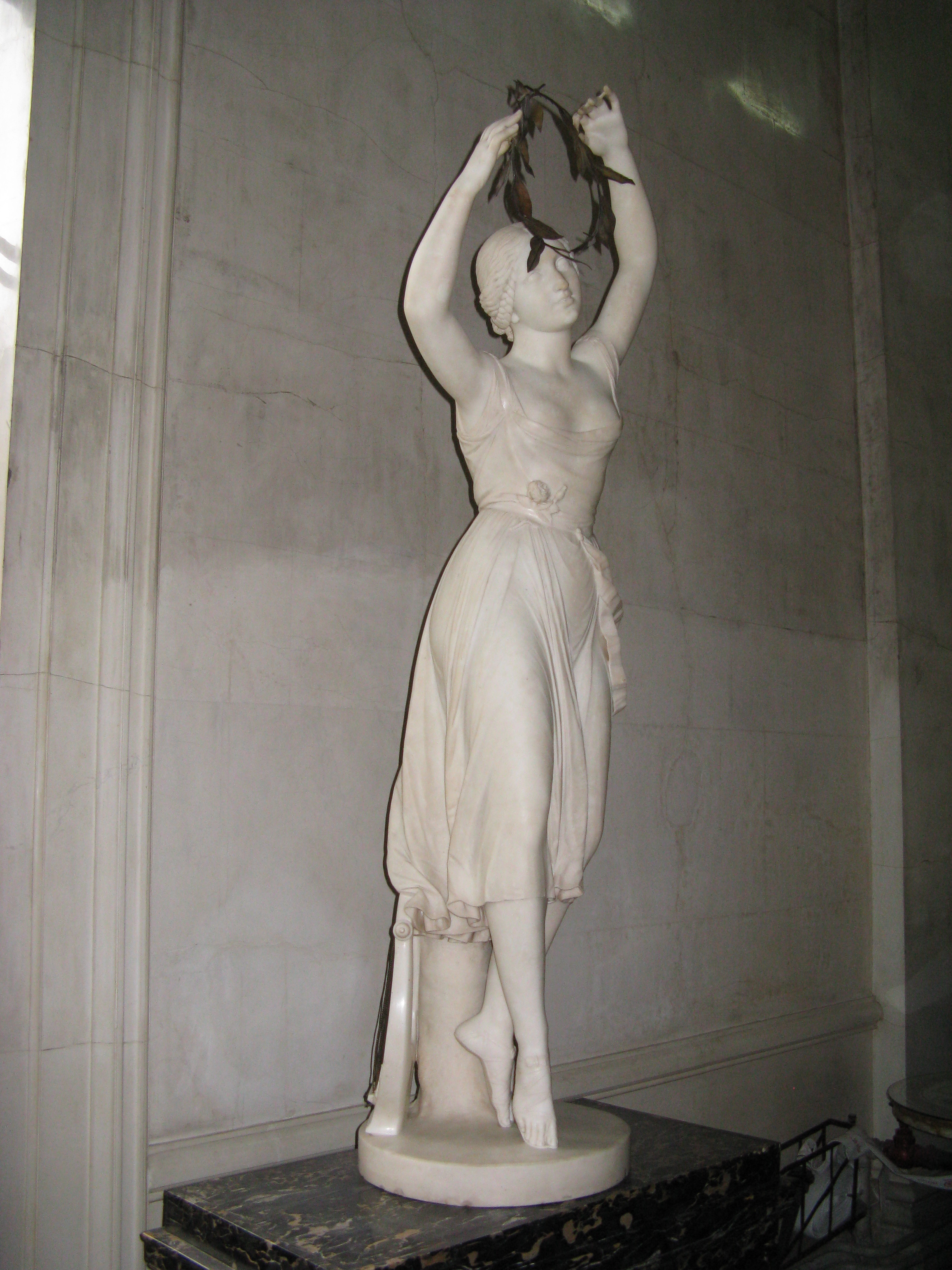
Статуя «Танцовщица». Государственный Эрмитаж, Санкт-Петербург
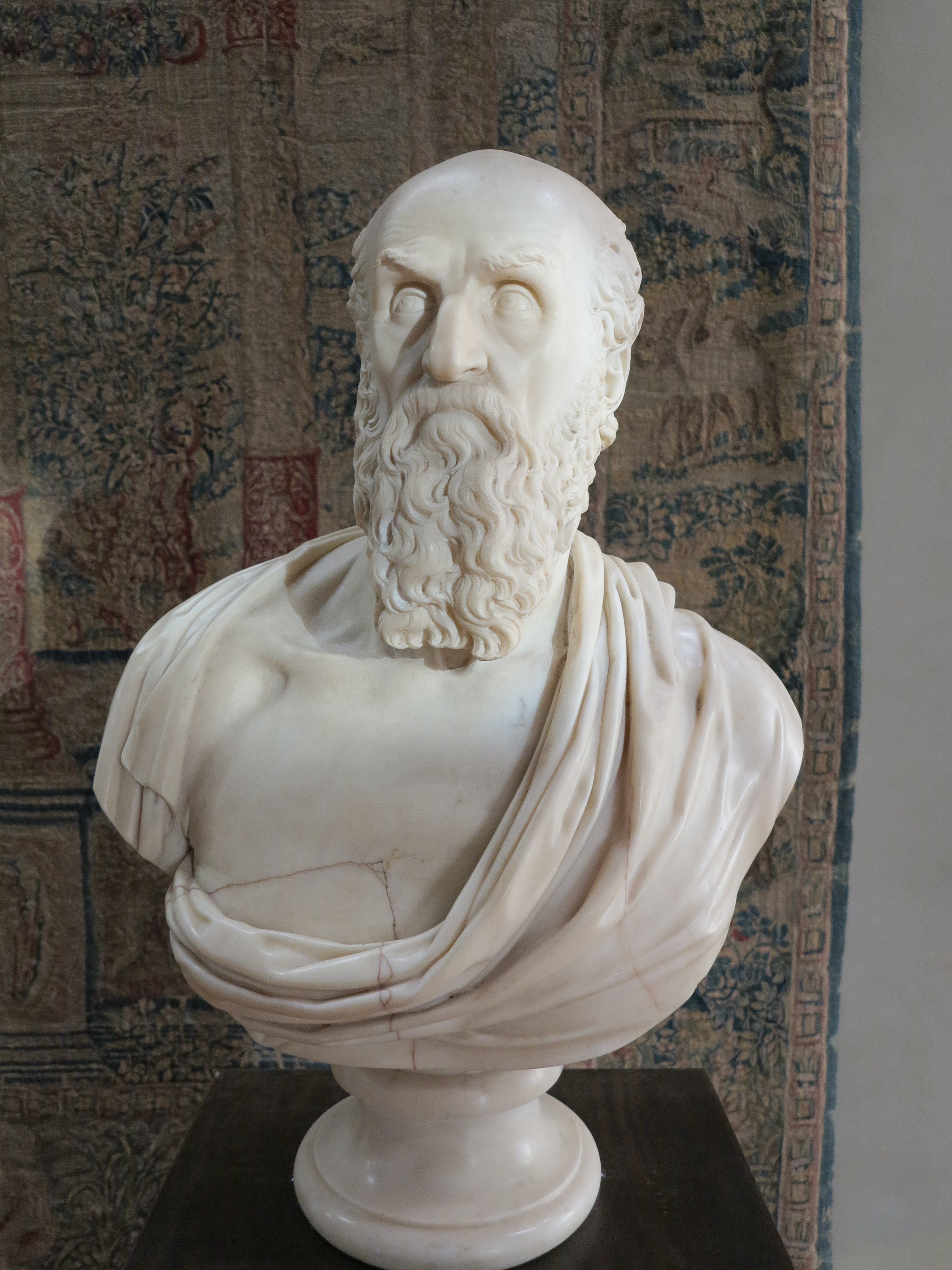
Бюст Тициана. Галерея Академии, Венеция
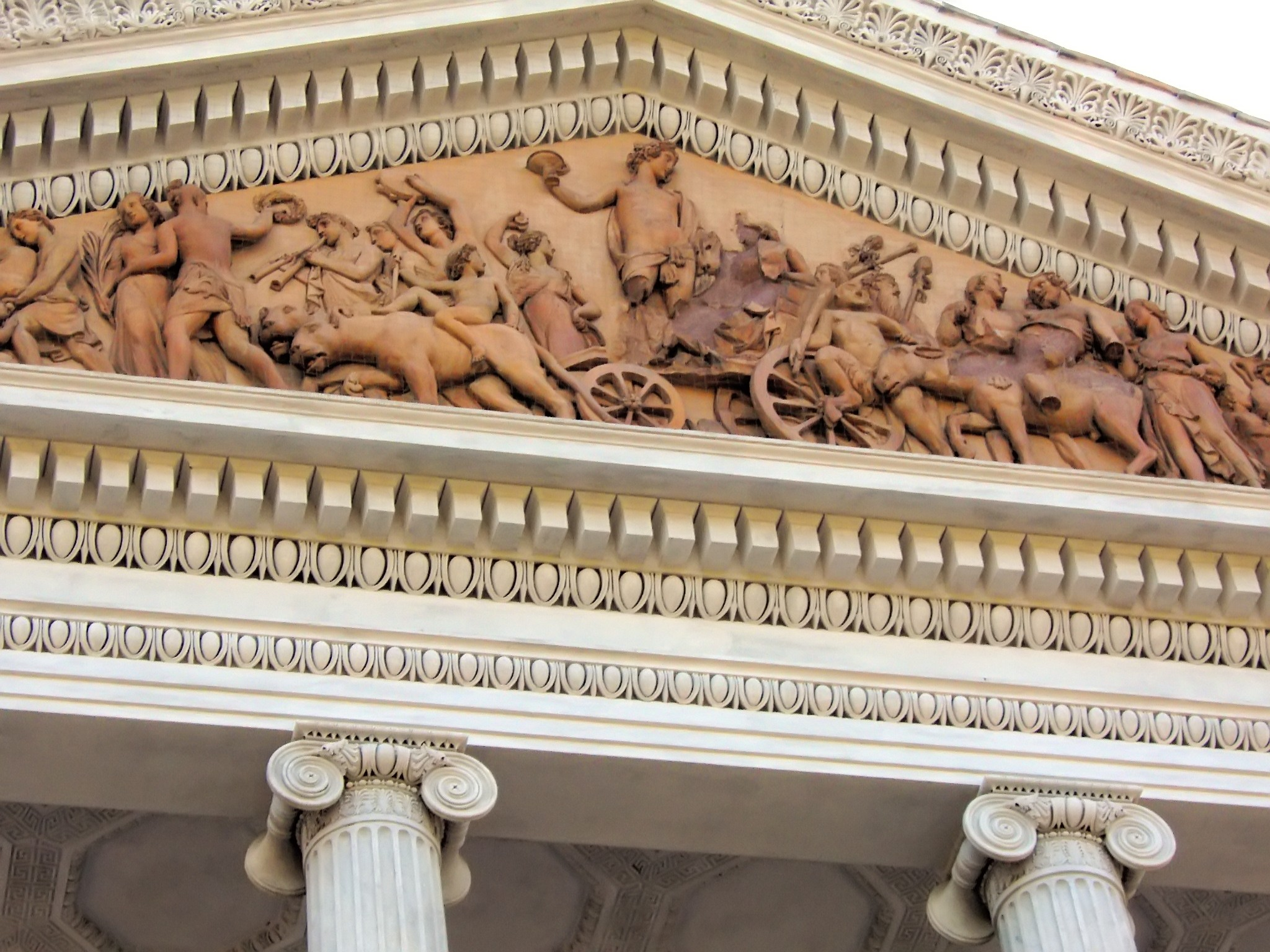
Барельеф «Триумф Вакха». Портик Виллы Торлония, Рим
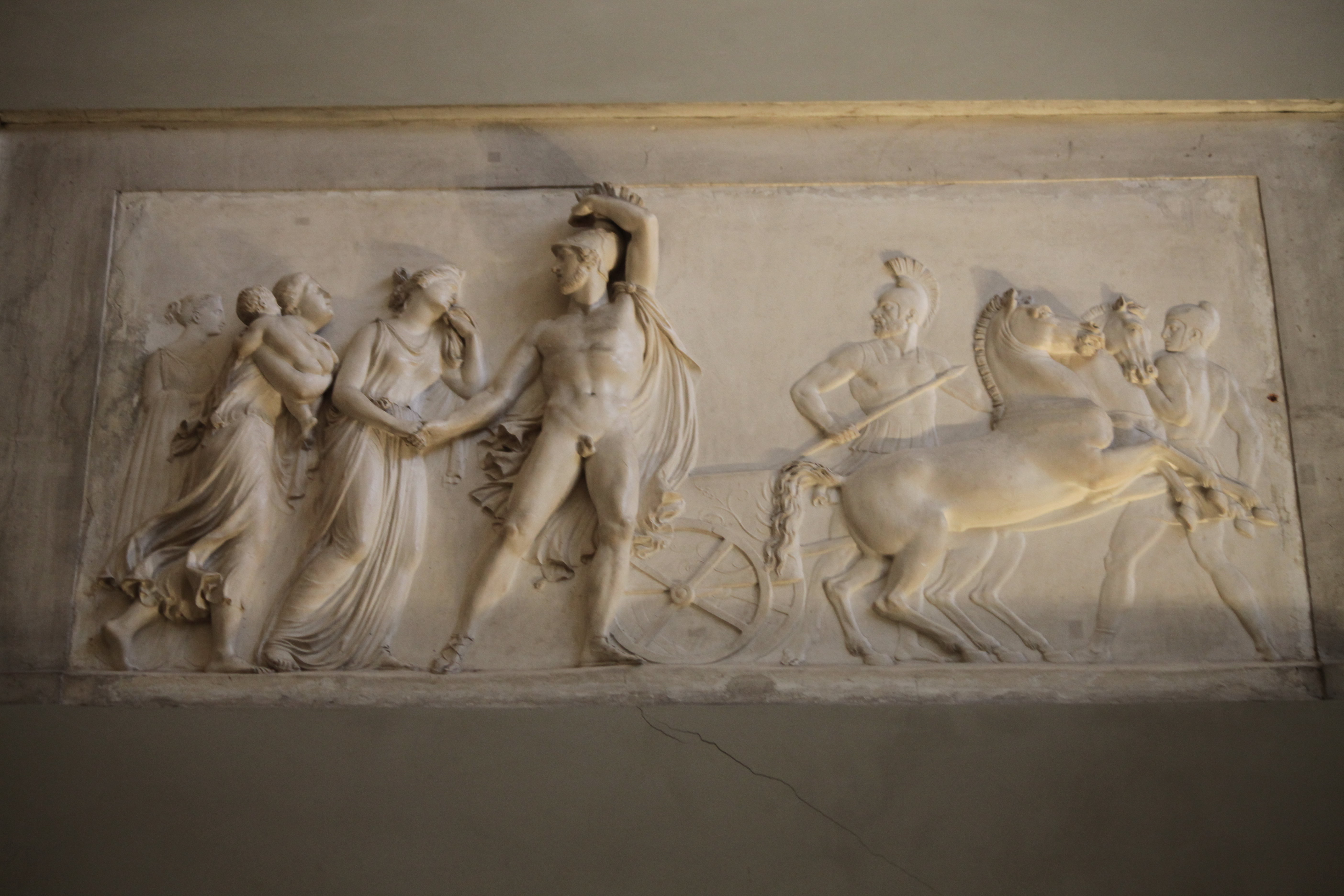
Барельеф «Прощание Гектора с Андромахой». Галерея Академии, Венеция